# Edward H. Kruse
Edward Herman Kruse, född 22 oktober 1918 i Fort Wayne i Indiana, död 4 januari 2000 i Fort Lauderdale i Florida, var en amerikansk politiker (demokrat). Han var ledamot av USA:s representanthus 1949–1951.
Kruse tjänstgjorde i USA:s flotta i andra världskriget och ligger begravd på Arlingtonkyrkogården.